# Список шманьківчан, які були учасниками національно-визвольних змагань

Пам'ятник односельцям, які загинули на полі і в катівнях НКВС

Шманьківчани, які брали участь у національно-визвольних змаганнях:
1. Баранович Антін Антонович, нар. 1908, с. Шманьківці, освіта 4 класи. Завідувач сільського клубу. Заарештований 2 серпня 1940 р. Чортківським РВ НКВС (ст. 54-2, 54-11 КК УРСР). Член ОУН, надрайонний провідник, формував бойовий фонд. Засуджений 1 листопада 1940 р. Тернопільським облсудом до розстрілу. Загинув в ув’язненні. Реабілітований 7 березня 1992 р. (13546-П).
2. Боднарук Мирослав Григорович, нар. 1913, с. Шманьківці, освіта 3 класи. Заарештований 1940 р. Чортківським РВ НКВС (ст. 54-1, 54-10 КК УРСР). Член ОУН. Перебував у тюрмі м. Чортків. Загинув в ув’язненні.
3. Бойко Антон Васильович, нар. 1911, с. Струсівка, нині в складі с. Шманьківці, освіта 5 класів. Проживав у м. Омськ (Росія). Робітник БМУ-2. Заарештований 13 січня 1945 р. (ст. 58-10 КК РРФСР). Засуджений 9 квітня 1945 р. Омським облсудом на 5 років виправно-трудових таборів. Реабілітований 14 січня-листопада 1992 р.
4. Галянт Євгеній Іванович, нар. 1900, с. Шманьківці, освіта 5 класів. Заарештований 25 червня 1946 р. СВ УМДБ у Тернопільській області (ст. 54-10 КК УРСР). Зберігав у своїй домівці заборонену літературу. Засуджений 2 жовтня 1946 р. Тернопільським облсудом на 7 років виправно-трудових таборів з конфіскацією майна. Загинув в ув’язненні. Реабілітований 5 листопада 1992 р. (8696-П).
5. Гермак Лука Павлович, нар. 1 травня 1890 р., с. Шманьківці, освіта вища. Закінчив гімназію в Коломиї і Львівський університет. Воював старшиною в УГА. В 1924 р. приїхав із Чехословаччині в УСРР. Заарештований 1933 р. і висланий на 5 років на Урал (Росія). Проживав у м. Камишлов Свердловської области Вчитель середньої школи. Заарештований 3 березня 1938 р. (ст. 58-10, 58-11 КК РРФСР). Згідно з постановою ОН при НКВС СРСР від 9 квітня 1938 р. розстріляний у м. Свердловськ (нині Єкатеринбург, РФ) 16 квітня 1938 р. Реабілітований 1989 р.
6. Гермак Петро Йосипович, нар. 1918 р., с. Шманьківці, освіта 5 класів. Заарештований 25 червня 1941 р. (ст. 54-1, 54-2 КК УРСР). Член ОУН. Перебував у тюрмі в м. Чортків. Відправлений 2 липня 1941 р. пішим етапом з групою в’язнів на схід. Розстріляний без суду 20 липня 1941 р. в тюрмі м. Умань Черкаської области. Реабілітований 29 липня 1991 р.
7. Гермак Петро Миколайович, нар. 1906 р., с. Шманьківці, освіта 3 класи. Заарештований 24 червня 1941 р. ОГ УНКВС у Тернопільській области. (ст. 54-2, 54-11 КК УРСР). Член ОУН. Перебував у тюрмі в м. Чортків. Відправлений 2 липня 1941 р. пішим етапом з групою в’язнів на схід. Розстріляний без суду 20 липня 1941 р. в тюрмі м. Умань Черкаської області Реабілітований 30 листопада 1991 р. (7750-П).
8. Глух Іван Іванович, нар. 1903 р., с. Струсівка, нині в складі с. Шманьківці, освіта 3 класи. Проживав у с. Сурогатка, нині Шаргородського району Вінницької области. Кучер лісництва. Заарештований 16 грудня 1933 р. (ст. 54-10 КК УСРР). Згідно з постановою начальника РВ ДПУ УСРР від 3 січня 1934 р. справа припинена; звільнений. Заарештований вдруге 11 вересня 1937 р. (ст. 54-1, 54-6 КК УРСР). Згідно з постановою наркома НКВС і прокурора СРСР від 10 листопада 1937 р. розстріляний у м. Вінниця 19 листопада 1937 р. Реабілітований 19 грудня 1961 р.
9. Глух Іван Григорович, нар. 1911 р., с. Шманьківці, освіта початкова. Заарештований 31 січня 1941 р. Чортківським РВ НКВС (ст. 54-2, 54-11 КК УРСР). Зв’язковий ОУН. Засуджений 16 травня 1941 р. Тернопільським облсудом на 8 років виправно-трудових таборів з конфіскацією майна і 3 роки позбавлення прав. Перебував у тюрмі в м. Чортків. Відправлений 2 липня 1941 р. пішим етапом з групою в’язнів на схід. Розстріляний 21 липня 1941 р. в тюрмі м. Умань Черкаської области. Реабілітований 29 березня 1990 р. (9454-П).
10. Глух Осип Іванович, нар. 1921 р., с. Шманьківці, освіта початкова. Коваль. Заарештований 30 серпня 1944 р. Чортківським РВ НКВС (ст. 54-1а КК УРСР). Член ОУН. Засуджений 14 жовтня 1944 р. військовим трибуналом військ НКВС у Тернопільській области на 10 років виправно-трудових таборів. Загинув в ув’язненні. Реабілітований 5 травня 1993 р. (11304-П).
11. Горяча Ганна Василівна, нар. 1904 р., с. Шманьківці, освіта початкова. Заарештована 6 березня 1945 р. Чортківським РВ НКДБ (ст. 54-1а КК УРСР). Засуджена 4 листопада 1945 р. військовим трибуналом військ НКВС у Тернопільській області на 10 років виправно-трудових таборів з конфіскацією майна і 3 роки позбавлення прав. Звільнена 13 липня 1953 р. Реабілітована 20 серпня 1991 р. (6886-П).
12. Горяча Станіслава Василівна, нар. 19 лютого 1919 р., с. Шманьківці. Заарештована 1940 р. Після шестирічного заслання в Казахстані разом з родиною повернулася в Україну, де їх реабілітували і дозволили повернутися до родинного села. Померла 15 лютого 2008 р.[1]
13. Горячий Іван Миколайович, нар. 1912 р., с. Шманьківці, освіта початкова. Заарештований 17 серпня 1940 р. Чортківським РВ НКВС (ст. 54-2, 54-11 КК УРСР). Зберігав націоналістичну літературу. Засуджений 1 листопада 1940 р. Тернопільським облсудом на 6 років виправно-трудових таборів з конфіскацією майна і 2 роки позбавлення прав. Загинув в ув’язненні 8 вересня 1943 р. Реабілітований 6 грудня 1991 р. (13546-П).
14. Горячий Іван Григорович, нар. 1911 р., с. Шманьківці, освіта початкова. Заарештований 31 січня 1941 р. Перебував у тюрмі в м. Чортків. Відправлений 2 липня 1941 р. пішим етапом з групою в’язнів на схід. Розстріляний без суду 20 липня 1941 р. в тюрмі м. Умань Черкаської области. Реабілітований 29 липня 1991 р.
15. Горячий Михайло Васильович, нар. 1901 р., с. Шманьківці, освіта 4 класи. Слюсар. Заарештований 15 грудня 1939 р. Чортківським РВ НКВС (ст. 54-13 КК УРСР). Звільнений 22 червня 1940 р. за відсутності складу злочину. (2011-П).
16. Горячий Олексій Теодорович, нар. 1892 р., с. Шманьківці, освіта 4 класи. Заарештований 24 червня 1941 р. ОГ УНКВС у Тернопільської области (ст. 54-2, 54-11 КК УРСР). Член ОУН. Перебував у тюрмі в м. Чортків. Відправлений 2 липня 1941 р. пішим етапом з групою в’язнів на схід. Розстріляний без суду 20 липня 1941 р. в тюрмі м. Умань Черкаської области. Реабілітований 25 жовтня 1991 р. (15075-П).
17. Давидюк Теодор (Федір) Іванович, нар. 1888 р., с. Шманьківці, освіта 2 класи. Заарештований 24 червня 1941 р. ОГ УНКВС у Тернопільській области (ст. 54-2, 54-11 КК УРСР). Член ОУН. Перебував у тюрмі в м. Чортків. Відправлений 2 липня 1941 р. пішим етапом з групою в’язнів на схід. Розстріляний без суду 20 липня 1941 р. в тюрмі м. Умань Черкаської обл. Реабілітований 30 листопада 1991 р. (7751-П).
18. Мозиль Василь Юркович, нар. 1925 р., с. Щутків, нині Любачівського повіту Підкарпатського воєводства, Польща, освіта 4 класи. Проживав у с. Шманьківці. Помічник столяра. Заарештований 3 липня 1946 р. СВ УМДБ у Тернопільської области (ст. 54-1а, 54-11 КК УРСР). Допомагав членам ОУН. Засуджений 23 вересня 1946 р. військовим трибуналом військ МВС у Тернопільській области на 10 років виправно-трудових таборів з конфіскацією майна. Загинув в ув’язненні в Росії 17 лютого 1950 р. Реабілітований 25 липня 1991 р. (6897-П).
19. Сивак Антон Михайлович, нар. 1892 р., с. Шманьківці, освіта 4 класи. Заарештований 22 березня 1940 р. Пробіжнянським РВ НКВС (ст. 54-13 КК УРСР). Згідно з постановою ОН при НКВС СРСР від 17 травня 1941 р. ув’язнений на 5 років у виправно-трудових таборах. Загинув в ув’язненні. Реабілітований 29 червня 1989 р. (5020-П).
20. Слота Антон Семенович, нар. 1901 р., с. Шманьківці, освіта початкова. Заарештований 24 червня 1941 р. ОГ УНКВС у Тернопільській області (ст. 54-2, 54-11 КК УРСР). Мав зв’язок з ОУН. Перебував у тюрмі в м. Чортків. Відправлений 2 липня 1941 р. пішим етапом з групою в’язнів на схід. Розстріляний без суду 20 липня 1941 р. в тюрмі м. Умань Черкаської області Реабілітований 15 вересня 1992 р. (11804-П).
21. Сов’як Стефанія Антонівна, нар. 1921 р., псевдо «Лебідка». Станична ОУН. Засуджена до 10 років таборів м. Горьків та м. Караганда. Реабілітована 17 квітня 1991 р.[2]
22. Стратій Микола Прокопович, нар. 1885 р., с. Шманьківці, освіта 3 класи. Голова сільради. Заарештований 25 квітня 1945 р. ОВ УНКДБ у Тернопільській области (ст. 54-1а, 54-10 КК УРСР). Засуджений 21 серпня 1945 р. ВТ військ НКВС у Тернопільській области на 10 років виправно-трудових таборів з конфіскацією майна і 5 років позбавлення прав. Загинув в ув’язненні 17 лютого 1954 р. Реабілітований 17 квітня 1992 р. (9561-П).
23. Федорович Остап Іванович, нар. 1884 р., с. Шманьківці, освіта 3 класи. Проживав у с. Зарічанка, нині Чемеровецького району Хмельницької области. Одноосібник. Заарештований 7 грудня 1937 р. (ст. 54-1, 54-11 КК УРСР). Згідно з постановою наркома НКВС і прокурора СРСР від 8 січня 1938 р. розстріляний у м. Кам’янець-Подільський 31 січня 1938 р. Реабілітований 30 травня 1989 р.
24. Цебровський Олександр Тимофійович, нар. 1918 р., с. Шманьківці, освіта 4 класи. Рядовий 245-го сп 123-ї сд. Заарештований 21 травня 1941 р. ОВ НКВС 123-ї сд (ст. 58-10 КК РРФСР). Засуджений 26 липня 1941 р. військовим трибуналом Челябінського гарнізону на 10 років виправно-трудових таборів з конфіскацією майна. Загинув в ув’язненні в Росії 10 травня 1942 р. Реабілітований 22 червня 1993 р. (14445-П).
25. Шальвицький Василь Семенович, нар. 1899 р., с. Шманьківці, освіта 3 класи. Воював стрільцем в УГА. Проживав у с. Панасівка, нині Дунаєвецького р-ну Хмельницької области Заарештований 20 березня 1933 р. (ст. 54-10 КК УСРР). Згідно з постановою «трійки» при колегії ДПУ УСРР від 27 квітня 1933 р. висланий на 3 роки у Північний край (Росія). Після звільнення проживав у м. Дніпропетровськ (нині Дніпро). Робітник металургійного заводу. Заарештований 15 грудня 1937 р. (ст. 54-1, 54-6 КК УРСР). Згідно з постановою «трійки» при УНКВС по Дніпропетровській области розстріляний 22 грудня 1937 р. За справою 1933 р. реабілітований 17 березня 1997 р., за справою 1937 р. — 13 жовтня 1961 р.
26. Юзва Іван Григорович, нар. 1912 р., с. Щутків, нині Любачівського повіту Підкарпатського воєводства, Польща, освіта початкова. Проживав у с. Шманьківці. Заарештований 1946 р. СВ УМДБ у Тернопільській области (ст. 54-1а, 54-11 КК УРСР). Допомагав членам ОУН. Засуджений 23 вересня 1946 р. військовим трибуналом військ МВС у Тернопільській области на 10 років виправно-трудових таборів з конфіскацією майна. Звільнений 14 жовтня 1955 р. Реабілітований 25 липня 1991 р. (6897-П).